# Abbad II al-Mutadid
Abbad II, właśc. Abu ʿAmr ʿAbbad al-Mutadid, arab. ‏المعتضد بالله أبو عمرو عبَّاد‎ (zm. 28 lutego 1069) – emir taify Sewili w 1042–1069, z dynastii Abbadytów.

## Życiorys
Jego ojciec Abbad ibn Muhammad Abu Amr ogłosił w 1023 roku niezależność Sewilli od Kalifatu Kordobańskiego. 25 stycznia 1042 roku Abbad odziedziczył po nim państwo. Aby utrzymać pokojowe relacje z Ferdynandem I Wielkim, królem Kastylii i Leónu, prowadził politykę tolerancji religijnej. Roztoczył opiekę nad chrześcijanami oraz przekazał relikwie św. Izydora do Leónu.
Rozszerzył terytorium swojego państwa podbijając liczne, pomniejsze taify: Mértolę (1044–1045), Huelvę (1051), Algeciras (1055), Rondę (1065) i Arcos (1069). Aby ugruntować swoją władzę, nie poprzestał na przyjęciu hołdu, ale zamordował podbitych emirów, dusząc ich w łaźni. Prowadził też wojny z Grenadą i Badajoz, ale bez rozstrzygniętych sporów. W 1063 został zmuszony przez Ferdynanda do złożenia jemu hołdu. Został zamordowany na zlecenie młodszego syna Isma’ila. Rządy po Abbadzie objął starszy syn Muhammad. Został zapamiętany przez kronikarzy jako poeta i mecenas sztuki.